# Strotarchus nebulosus
Strotarchus nebulosus is een spinnensoort uit de familie van de Cheiracanthiidae.
De wetenschappelijke naam van de soort werd in 1888 gepubliceerd door Eugène Simon.